# Arnim von Stechow
Arnim von Stechow (* 1941 in Berlin) ist ein deutscher Sprachwissenschaftler.

## Leben
Er studierte Allgemeine Sprachwissenschaft, Romanistik, Philosophie, Mathematische Logik und Geschichte in Bonn, Grenoble und Münster. Nach der Promotion zum Dr. phil. 1969 in Münster und der Habilitation in Konstanz 1972 lehrte er als Professor an der Universität Konstanz. 1992 wurde er Professor in Tübingen. 2007 trat er in den Ruhestand.
Der Schwerpunkt seiner wissenschaftlichen Arbeit liegt auf den Gebieten Semantik und Syntax.
Arnim von Stechow ist mit der Fotografin und Fotodesignerin Franzis von Stechow (* 1946) verheiratet, Tochter des Fotografen Pan Walther.

## Schriften (Auswahl)
- mit Angelika Kratzer und Eberhard Pause: Einführung in Theorie und Anwendung der generativen Syntax. Athenäum, Frankfurt am Main 1974, ISBN 3-7610-4721-5.
- mit Maxwell J. Cresswell: De Re Belief Generalized. In: Linguistics & Philosophy, Vol. 5 (1982), S. 503–535.
- Comparing Semantic Theories of Comparison. In: Journal of Semantics Vol. 3 (1984), S. 1–77.
- mit Wolfgang Sternefeld: Bausteine syntaktischen Wissens. Ein Lehrbuch der generativen Grammatik. Westdeutscher Verlag, Opladen 1988, ISBN 3-531-11889-7.
- mit Dieter Wunderlich (Hrsg.): Semantik. Ein internationales Handbuch der zeitgenössischen Forschung (= HSK, 6). Walter de Gruyter, Berlin 1991, ISBN 3-11-012696-6.
- Kompositionsprinzipien und grammatische Struktur. In: Peter Suchsland (Hg.): Biologische und soziale Grundlagen der Sprache. Niemeyer, Tübingen 1992, ISBN 978-3-484-30280-8, S. 175–248.
- Intensionale Semantik – eingeführt anhand der Temporalität. Ms., Konstanz 1992, OCLC 75259801.